# KVC Westerlo in het seizoen 2014/15
Hier vindt men de wedstrijden, transfers en statistieken van KVC Westerlo in het seizoen 2014/15 in de Jupiler Pro League. 
Volgend op de titelwinst en bijhorende promotie in het voorafgaande seizoen keerde Westerlo, na twee jaar van afwezigheid, terug naar het hoogste niveau van het Belgisch voetbal. Westerlo begon sterk aan het seizoen en stond na 12 speeldagen op een vierde plaats. Dit succes is deels te wijten aan nieuwkomer Frédéric Gounongbe, die 9 doelpunten wist te scoren in de eerste 9 wedstrijden. Het eerste succes werd echter gevolgd door blessures en 10 wedstrijden op rij zonder zege voor Westerlo. In deze periode werd trainer Dennis van Wijk op 4 januari 2015 ontslagen. Enkele dagen later werd hij opgevolgd door Harm van Veldhoven. 
Westerlo beëindigde de reguliere competitie op de 11e plaats en mocht deelnemen aan Play-Off 2. Dit werd echter geen succes en Westerlo eindigde, met slechts één zege, op de laatste plaats in zijn groep. Deze enige zege was een thuiswedstrijd tegen Sporting Lokeren en vond plaats één dag na het overlijden van Lokeren-speler Gregory Mertens. De wedstrijd werd voorafgegaan door een eerbetoon aan de overleden speler.
In de Beker van België mocht Westerlo het in de 1/16e finale als (rechtstreeks geplaatste) eersteklasser opnemen tegen toenmalig derdeklasser Olsa Brakel. Op 24 september 2014 werd in Brakel de wedstrijd gespeeld waarbij Westerlo een historische 6-1 nederlaag leed. Dit zou later gekend zijn als Het Mirakel van Brakel. In deze wedstrijd maakte doelman Brian Gielen zijn debuut voor Westerlo, het werd echter meteen ook zijn laatste wedstrijd voor de eerste ploeg.

## Ploegsamenstelling

### Spelerskern
| Nr.           | Naam                 | Nationaliteit         | Bij club sinds | Geboortedatum | Vorige club          |
| ------------- | -------------------- | --------------------- | -------------- | ------------- | -------------------- |
| Keepers       |                      |                       |                |               |                      |
| 1             | Michael Cordier      | België                | 2012           | 27-03-1984    | RSC Anderlecht       |
| 29            | Brian Gielen         | België                | 2014           | 23-09-1996    | KRC Genk U19         |
| 30            | Koen Van Langendonck | België                | 2013           | 09-06-1989    | K. Beerschot AC      |
| 31            | Thibaut Rausin       | België                | 2014           | 03-05-1993    | CS Visé              |
| Verdedigers   |                      |                       |                |               |                      |
| 2             | Mitch Apau           | Nederland             | 2014           | 27-04-1990    | RKC Waalwijk         |
| 4             | Birger Maertens      | België                | 2012           | 28-06-1980    | Heracles Almelo      |
| 5             | Bruno Godeau         | België                | 2014           | 10-05-1992    | Zulte-Waregem        |
| 15            | Christian Dorda      | Duitsland             | 2014           | 06-12-1988    | FC Utrecht           |
| 16            | Jordan Mustoe        | Engeland              | 2015           | 28-01-1991    | Vrije speler         |
| 17            | Kenneth Schuermans   | België                | 2011           | 16-03-1991    | Eigen jeugd          |
| 22            | Gilles Ruyssen       | België                | 2014           | 18-06-1994    | KAA Gent             |
| 22            | Jeffrey Rentmeister  | België                | 2013           | 11-07-1984    | CS Visé              |
| 25            | Enes Sipovic         | Bosnië en Herzegovina | 2015           | 11-09-1990    | Oțelul Galați        |
| Middenvelders |                      |                       |                |               |                      |
| 6             | Kevin Geudens        | België                | 2012           | 02-12-1980    | KV Mechelen          |
| 7             | Raphaël Lecomte      | Frankrijk             | 2013           | 22-05-1988    | CS Visé              |
| 8             | Maxime Annys         | België                | 2013           | 24-07-1986    | Vrije Speler         |
| 10            | Evander Sno          | Nederland             | 2014           | 09-04-1987    | RKC Waalwijk         |
| 14            | Mohammed Aoulad      | België Marokko        | 2014           | 29-08-1991    | RSC Anderlecht       |
| 18            | Nils Schouterden     | België                | 2014           | 14-12-1988    | KAS Eupen            |
| 19            | Arno Verschueren     | België                | 2014           | 08-04-1997    | Oud-Heverlee Leuven  |
| 20            | Stef Vervoort        | België                | 2013           | 20-02-1995    | Eigen Jeugd          |
| 20            | Alassane Diallo      | Mali                  | 2014           | 19-02-1995    | Standard de Liège    |
| 21            | Nicolas Rommens      | België                | 2013           | 17-12-1994    | Eigen jeugd          |
| 23            | Jarno Molenberghs    | België                | 2008           | 11-12-1989    | Eigen Jeugd          |
| 24            | Jens Cools           | België                | 2010           | 16-10-1990    | Eigen jeugd          |
| 27            | Faris Handzic        | Bosnië en Herzegovina | 2015           | 27-05-1995    | FK Sarajevo          |
| Aanvallers    |                      |                       |                |               |                      |
| 3             | Kevin Koffi          | Ivoorkust             | 2014           | 25-06-1986    | Boussu Dour Borinage |
| 9             | Kevin Vandenbergh    | België                | 2012           | 16-05-1983    | KV Mechelen          |
| 10            | Mbaye Diagne         | Senegal               | 2015           | 28-10-1991    | Juventus             |
| 11            | Sherjill Mac-Donald  | Nederland             | 2013           | 20-11-1984    | Chicago Fire         |
| 12            | Frédéric Gounongbe   | Benin België          | 2014           | 01-05-1988    | RWDM                 |

### Technische Staf
| Functie       | Naam               | Nationaliteit                | Bij club sinds | Geboortedatum | Vorige club             |
| ------------- | ------------------ | ---------------------------- | -------------- | ------------- | ----------------------- |
| Hoofdtrainer  | Dennis van Wijk    | Nederland                    | 2013           | 16-12-1962    | KVC Westerlo            |
| Hoofdtrainer  | Harm van Veldhoven | België                       | 2015           | 28-09-1962    | Delhi Dynamos           |
| Assistent     | Vedran Pelić       | Bosnië en Herzegovina België | 2011           | 01-10-1975    | Everbeur Sport (speler) |
| Assistent     | Eric Reenaers      | België                       | 2014           | 09-02-1963    | /                       |
| Keepertrainer | Paul Peeters       | België                       | /              | 22-05-1966    | /                       |

### Transfers

#### Zomer
| Naam                | Nationaliteit | Van/naar            | Type           |
| ------------------- | ------------- | ------------------- | -------------- |
| Inkomend            |               |                     |                |
| Evander Sno         | Nederland     | RKC Waalwijk        | Transfervrij   |
| Mitch Apau          | Nederland     | RKC Waalwijk        | Transfervrij   |
| Frédéric Gounongbe  | Benin         | RWDM                | Transfervrij   |
| Gilles Ruyssen      | België        | KAA Gent            | Gekocht        |
| Christian Dorda     | Duitsland     | FC Utrecht          | Gekocht        |
| Brian Gielen        | België        | KRC Genk U19        | Gekocht        |
| Arno Verschueren    | België        | Oud-Heverlee Leuven | Gekocht        |
| Nils Schouterden    | België        | KAS Eupen           | Gekocht        |
| Mohammed Aoulad     | België        | RSC Anderlecht      | Gekocht        |
| Bruno Godeau        | België        | Zulte-Waregem       | Huur           |
| Alassane Diallo     | Mali          | Standard de Liège   | Huur           |
| Uitgaand            |               |                     |                |
| Leandro Trossard    | België        | KRC Genk            | Einde Huur     |
| Kennedy Nwanganga   | Nigeria       | KRC Genk            | Einde Huur     |
| Brandon Deville     | België        | AC Ajaccio          | Einde Huur     |
| Jaime Alfonso Ruiz  | Colombia      | KSK Heist           | Transfervrij   |
| Laurens Paulussen   | België        | KV Mechelen         | Transfervrij   |
| Philippe Janssens   | België        | Eendracht Aalst     | Transfervrij   |
| Jeroen Vanthournout | België        | KSV Roeselare       | Transfervrij   |
| Matthias Trenson    | België        | Oud-Heverlee Leuven | Transfervrij   |
| Jordy Mathei        | België        | Racing Mechelen     | Transfervrij   |
| Stef Vervoort       | België        | Dessel Sport        | Huur           |
| Jeffrey Rentmeister | België        | Blackpool FC        | Transfer       |
| Jordy Huysmans      | België        |                     | Einde Contract |

#### Winter
| Naam           | Nationaliteit         | Van/naar      | Type               |
| -------------- | --------------------- | ------------- | ------------------ |
| Inkomend       |                       |               |                    |
| Thibaut Rausin | België                | CS Visé       | Transfervrij       |
| Jordan Mustoe  | Engeland              |               | Vrije Speler       |
| Enes Sipovic   | Bosnië en Herzegovina | Oțelul Galați | Transfervrij       |
| Mbaye Diagne   | Senegal               | Juventus      | Huur               |
| Faris Handzic  | Bosnië en Herzegovina | FK Sarajevo   | Gekocht            |
| Uitgaand       |                       |               |                    |
| Evander Sno    | Nederland             |               | Contract Ontbonden |

## Oefenwedstrijden
Hieronder een overzicht van de oefenwedstrijden die KVC Westerlo in de aanloop naar het seizoen 2014/15 gespeeld heeft. Voor aanvang van de oefenwedstrijden ging Westerlo op een korte stage in Knokke.
| Datum      | Thuis/Uit | Tegenstander           | Score | Doelpuntenmaker(s) KVC Westerlo |
| ---------- | --------- | ---------------------- | ----- | ------------------------------- |
| 25-06-2014 | Uit       | Oosterzonen Oosterwijk | 1 - 4 | Cools, Gounongbe, Koffi (2x)    |
| 28-06-2014 | Thuis     | Club Brugge            | 1 - 1 | Gounongbe                       |
| 02-07-2014 | Uit       | Dessel Sport           | 0 - 1 | Sno (Strafschop)                |
| 05-07-2014 | Thuis     | KV Mechelen            | 0 - 3 |                                 |
| 09-07-2014 | Uit       | Lierse SK              | 1 - 0 |                                 |
| 12-07-2014 | Uit       | KSK Heist              | 1 - 0 |                                 |
| 16-07-2014 | Uit       | Cercle Brugge          | 0 - 1 | Aoulad                          |
| 22-07-2014 | Uit       | KVC Houtvenne          | -     |                                 |

## Jupiler Pro League

### Reguliere Competitie

#### Wedstrijden
| Jupiler Pro League |                                                                                       |                                                                             |                             |                                             | |                                                   |
| Speeldag           | Wedstrijddetails                                                                      | Thuisploeg                                                                  | Uitslag                     | Uitploeg                                    | Opstelling | Kaarten                                           |
| Heenronde          |                                                                                       |                                                                             |                             |                                             | |                                                   |
| 1                  | 26 juli 2014 20:00 't Kuipje Westerlo Ref: Denis Vanbecelaere                         | KVC Westerlo                                                                | 1 - 0                       | Sporting Lokeren                            | Van Langendonck Apau, Schuermans, Maertens, Cools Molenberghs, Annys, Geudens, Sno (43' Rommens) Aoulad (68' Vervoort), Gounongbe (90' Rentmeister)            | 83' Annys 89' Gounongbe                           |
| 1                  | 26 juli 2014 20:00 't Kuipje Westerlo Ref: Denis Vanbecelaere                         | 13' Annys                                                                   | 1-0                         |                                             | Van Langendonck Apau, Schuermans, Maertens, Cools Molenberghs, Annys, Geudens, Sno (43' Rommens) Aoulad (68' Vervoort), Gounongbe (90' Rentmeister)            | 83' Annys 89' Gounongbe                           |
| 2                  | 2 augustus 2014 20:00 Stade du Pays de Charleroi Charleroi Ref: Wim Smet              | RSC Charleroi                                                               | 2 - 3                       | KVC Westerlo                                | Van Langendonck Apau, Schuermans, Maertens, Cools (32' Godeau) Molenberghs, Annys, Geudens, Sno (24' Koffi) Aoulad (79' Rentmeister), Gounongbe                | 88' Annys                                         |
| 2                  | 2 augustus 2014 20:00 Stade du Pays de Charleroi Charleroi Ref: Wim Smet              | 7' Fauré 27' Kitambala                                                      | 1-0 2-0 2-1 2-2 2-3         | 36' Aoulad 56' Aoulad 64' Gounongbe         | Van Langendonck Apau, Schuermans, Maertens, Cools (32' Godeau) Molenberghs, Annys, Geudens, Sno (24' Koffi) Aoulad (79' Rentmeister), Gounongbe                | 88' Annys                                         |
| 3                  | 9 augustus 2014 20:00 Freethielstadion Beveren Ref: Erik Lambrechts                   | Waasland-Beveren                                                            | 1 - 1                       | KVC Westerlo                                | Van Langendonck Apau, Schuermans, Maertens, Godeau Molenberghs (80' Verschueren), Geudens, Rommens, Schouterden Aoulad (89' Dorda), Gounongbe                  | 28' Geudens 76' Annys                             |
| 3                  | 9 augustus 2014 20:00 Freethielstadion Beveren Ref: Erik Lambrechts                   | 77' Bojovic                                                                 | 0-1 1-1                     | 74' Gounongbe                               | Van Langendonck Apau, Schuermans, Maertens, Godeau Molenberghs (80' Verschueren), Geudens, Rommens, Schouterden Aoulad (89' Dorda), Gounongbe                  | 28' Geudens 76' Annys                             |
| 4                  | 17 augustus 2014 20:00 't Kuipje Westerlo Ref: Luc Wouters                            | KVC Westerlo                                                                | 2 - 2                       | RSC Anderlecht                              | Van Langendonck Apau, Godeau, Maertens, Schuermans, Dorda Schouterden (76' Molenberghs), Annys, Geudens, Lecomte (64' Gounongbe) Aoulad (90+1' Rommens)        | 44' Schuermans                                    |
| 4                  | 17 augustus 2014 20:00 't Kuipje Westerlo Ref: Luc Wouters                            | 20' (e.d.) Mbemba 42' Geudens                                               | 1-0 2-0 2-1 2-2             | 50' Cyriac 67' Tielemans                    | Van Langendonck Apau, Godeau, Maertens, Schuermans, Dorda Schouterden (76' Molenberghs), Annys, Geudens, Lecomte (64' Gounongbe) Aoulad (90+1' Rommens)        | 44' Schuermans                                    |
| 5                  | 23 augustus 2014 18:00 Sclessin Luik Ref: Serge Gumienny                              | Standard de Liège                                                           | 2 - 2                       | KVC Westerlo                                | Van Langendonck Apau, Maertens, Godeau, Schuermans, Dorda Molenberghs (67' Koffi), Annys, Geudens (79' Rommens), Aoulad (84' Schouterden) Gounongbe            | 71' Annys 82' Apau 90+2' Dorda                    |
| 5                  | 23 augustus 2014 18:00 Sclessin Luik Ref: Serge Gumienny                              | 17' Louis 56' de Camargo                                                    | 0-1 1-1 1-2 2-2             | 4' Gounongbe 34' Gounongbe                  | Van Langendonck Apau, Maertens, Godeau, Schuermans, Dorda Molenberghs (67' Koffi), Annys, Geudens (79' Rommens), Aoulad (84' Schouterden) Gounongbe            | 71' Annys 82' Apau 90+2' Dorda                    |
| 6                  | 30 augustus 2014 20:00 't Kuipje Westerlo Ref: Jonathan Lardot                        | KVC Westerlo                                                                | 2 - 2                       | Zulte-Waregem                               | Van Langendonck Apau, Schuermans, Maertens, Godeau Lecomte, Geudens, Rommens (64' MacDonald), Schouterden (46' Molenberghs) Gounongbe, Koffi (84' Vandenbergh) | 66' Godeau                                        |
| 6                  | 30 augustus 2014 20:00 't Kuipje Westerlo Ref: Jonathan Lardot                        | 64' Gounongbe 88' Gounongbe                                                 | 0-1 0-2 1-2 2-2             | 5' Sylla 19' Messoudi                       | Van Langendonck Apau, Schuermans, Maertens, Godeau Lecomte, Geudens, Rommens (64' MacDonald), Schouterden (46' Molenberghs) Gounongbe, Koffi (84' Vandenbergh) | 66' Godeau                                        |
| 7                  | 13 september 2014 20:00 Achter de Kazerne Mechelen Ref: Luc Wouters                   | KV Mechelen                                                                 | 5 - 2                       | KVC Westerlo                                | Van Langendonck Apau, Schuermans, Maertens, Godeau (73' Koffi) Dorda, Geudens Aoulad, Lecomte (26' Molenberghs), Schouterden (56' MacDonald) Gounongbe         | 52' Godeau 72' Schuermans 73' Dorda               |
| 7                  | 13 september 2014 20:00 Achter de Kazerne Mechelen Ref: Luc Wouters                   | 25' Rits 39' De Witte 51' Hanni 55' (e.d.) Godeau 79' Rits                  | 1-0 2-0 2-1 3-1 4-1 5-1 5-2 | 45' Gounongbe 84' MacDonald                 | Van Langendonck Apau, Schuermans, Maertens, Godeau (73' Koffi) Dorda, Geudens Aoulad, Lecomte (26' Molenberghs), Schouterden (56' MacDonald) Gounongbe         | 52' Godeau 72' Schuermans 73' Dorda               |
| 8                  | 20 september 2014 20:00 't Kuipje Westerlo Ref: Joeri Van de Velde                    | KVC Westerlo                                                                | 6 - 1                       | Lierse SK                                   | Van Langendonck Apau, Schuermans, Maertens, Dorda Aoulad (67' Godeau), Annys, Geudens, Lecomte (79' Schouterden) Koffi (79' MacDonald), Gounongbe              | 50' Schuermans                                    |
| 8                  | 20 september 2014 20:00 't Kuipje Westerlo Ref: Joeri Van de Velde                    | 28' Gounongbe 40' Aoulad 45+2' Aoulad 52' Koffi 73' Koffi 89' Schouterden   | 0-1 1-1 2-1 3-1 4-1 5-1 6-1 | 21' Hafez                                   | Van Langendonck Apau, Schuermans, Maertens, Dorda Aoulad (67' Godeau), Annys, Geudens, Lecomte (79' Schouterden) Koffi (79' MacDonald), Gounongbe              | 50' Schuermans                                    |
| 9                  | 27 september 2014 20:00 Jan Breydelstadion Brugge Ref: Lawrence Visser                | Cercle Brugge                                                               | 1 - 2                       | KVC Westerlo                                | Van Langendonck Apau, Schuermans, Maertens, Dorda Annys (60' Godeau), Lecomte, Geudens Koffi (90+3' Rommens), Gounongbe (79' MacDonald), Aoulad                | 44' Aoulad 73' Annys                              |
| 9                  | 27 september 2014 20:00 Jan Breydelstadion Brugge Ref: Lawrence Visser                | 82' Van Acker                                                               | 0-1 0-2 1-2                 | 49' Lecomte 76' Gounongbe                   | Van Langendonck Apau, Schuermans, Maertens, Dorda Annys (60' Godeau), Lecomte, Geudens Koffi (90+3' Rommens), Gounongbe (79' MacDonald), Aoulad                | 44' Aoulad 73' Annys                              |
| 10                 | 3 oktober 2014 20:30 't Kuipje Westerlo Ref: Laurent Colemonts                        | KVC Westerlo                                                                | 0 - 0                       | KAA Gent                                    | Van Langendonck Apau, Schuermans, Maertens, Godeau, Dorda Annys, Lecomte (80' Cools), Geudens Aoulad (74' MacDonald), Koffi (86' Schouterden)                  | 34' Lecomte 51' Annys 71' Schuermans 84' Koffi    |
| 10                 | 3 oktober 2014 20:30 't Kuipje Westerlo Ref: Laurent Colemonts                        |                                                                             |                             |                                             | Van Langendonck Apau, Schuermans, Maertens, Godeau, Dorda Annys, Lecomte (80' Cools), Geudens Aoulad (74' MacDonald), Koffi (86' Schouterden)                  | 34' Lecomte 51' Annys 71' Schuermans 84' Koffi    |
| 11                 | 19 oktober 2014 20:00 Cristal Arena Genk Ref: Erik Lambrechts                         | KRC Genk                                                                    | 3 - 1                       | KVC Westerlo                                | Van Langendonck Apau, Maertens, Godeau, Dorda (86' Diallo) Aoulad, Annys, Geudens, Lecomte (65' Molenberghs) MacDonald, Koffi (58' Cools)                      | 29' Apau 40' Godeau                               |
| 11                 | 19 oktober 2014 20:00 Cristal Arena Genk Ref: Erik Lambrechts                         | 2' Mboyo 6' Mboyo 78' Schrijvers                                            | 1-0 2-0 2-1 3-1             | 12' Annys                                   | Van Langendonck Apau, Maertens, Godeau, Dorda (86' Diallo) Aoulad, Annys, Geudens, Lecomte (65' Molenberghs) MacDonald, Koffi (58' Cools)                      | 29' Apau 40' Godeau                               |
| 12                 | 25 oktober 2014 20:00 't Kuipje Westerlo Ref: Johan Verbist                           | KVC Westerlo                                                                | 2 - 1                       | 'KV Kortrijk                                | Van Langendonck Apau (74' Cools), Schuermans, Maertens, Godeau, Dorda (82' Rommens) Annys, Lecomte, Geudens MacDonald (72' MacDonald), Koffi                   | 61' Schuermans 90' Koffi 90+1' Molenberghs        |
| 12                 | 25 oktober 2014 20:00 't Kuipje Westerlo Ref: Johan Verbist                           | 17' Schuermans 79' Lecomte                                                  | 1-0 1-1 2-1                 | 60' Chevalier                               | Van Langendonck Apau (74' Cools), Schuermans, Maertens, Godeau, Dorda (82' Rommens) Annys, Lecomte, Geudens MacDonald (72' MacDonald), Koffi                   | 61' Schuermans 90' Koffi 90+1' Molenberghs        |
| 13                 | 29 oktober 2014 20:30 Albertparkstadion Oostende Ref: Thierry Derycke                 | KV Oostende                                                                 | 4 - 0                       | KVC Westerlo                                | Van Langendonck Apau, Schuermans (78' Rommens), Maertens, Godeau (76' Cordier) Molenberghs, Annys (69' Diallo), Lecomte, Geudens, Cools Koffi                  | 40' Maertens 74' Van Langendonck                  |
| 13                 | 29 oktober 2014 20:30 Albertparkstadion Oostende Ref: Thierry Derycke                 | 20' Coulibaly 41' Berrier 76' Siani 81' Wilmet                              | 1-0 2-0 3-0 4-0             |                                             | Van Langendonck Apau, Schuermans (78' Rommens), Maertens, Godeau (76' Cordier) Molenberghs, Annys (69' Diallo), Lecomte, Geudens, Cools Koffi                  | 40' Maertens 74' Van Langendonck                  |
| 14                 | 2 november 2014 20:00 't Kuipje Westerlo Ref: Dennis Vanbecelaere                     | KVC Westerlo                                                                | 1 - 3                       | Moeskroen                                   | Van Langendonck Apau, Schuermans (72' Rommens), Maertens, Dorda Aoulad, Geudens, Annys, Cools, Lecomte Koffi (65' Molenberghs)                                 | 27' Aoulad 63' Dorda                              |
| 14                 | 2 november 2014 20:00 't Kuipje Westerlo Ref: Dennis Vanbecelaere                     | 18' Annys                                                                   | 1-0 1-1 1-2 1-3             | 37' Diaby 70' Badri 87' Badri               | Van Langendonck Apau, Schuermans (72' Rommens), Maertens, Dorda Aoulad, Geudens, Annys, Cools, Lecomte Koffi (65' Molenberghs)                                 | 27' Aoulad 63' Dorda                              |
| 15                 | 9 november 2014 18:00 Jan Breydelstadion Brugge Ref: Serge Gumienny                   | Club Brugge                                                                 | 5 - 0                       | KVC Westerlo                                | Cordier Apau, Maertens, Godeau, Dorda (29' Koffi) Geudens (66' Verschueren), Annys (65' Diallo), Cools Molenberghs, Aoulad, Lecomte                            | 38' Apau 43' Cools                                |
| 15                 | 9 november 2014 18:00 Jan Breydelstadion Brugge Ref: Serge Gumienny                   | 7' Castillo 24' Simons 52' Duarte 60' Castillo 89' Castillo                 | 1-0 2-0 3-0 4-0 5-0         |                                             | Cordier Apau, Maertens, Godeau, Dorda (29' Koffi) Geudens (66' Verschueren), Annys (65' Diallo), Cools Molenberghs, Aoulad, Lecomte                            | 38' Apau 43' Cools                                |
| Terugronde         |                                                                                       |                                                                             |                             |                                             | |                                                   |
| 16                 | 22 november 2014 20:00 Daknamstadion Lokeren Ref: Wim Smet                            | Sporting Lokeren                                                            | 0 - 0                       | KVC Westerlo                                | Van Langendonck Apau, Maertens, Godeau, Cools Annys, Geudens Molenberghs (81' Verschueren), Lecomte (71' Rommens), Schouterden Aoulad (90+3 Koffi)             | 7' Annys 39' Geudens 84' Rommens                  |
| 16                 | 22 november 2014 20:00 Daknamstadion Lokeren Ref: Wim Smet                            |                                                                             |                             |                                             | Van Langendonck Apau, Maertens, Godeau, Cools Annys, Geudens Molenberghs (81' Verschueren), Lecomte (71' Rommens), Schouterden Aoulad (90+3 Koffi)             | 7' Annys 39' Geudens 84' Rommens                  |
| 17                 | 29 november 2014 18:00 't Kuipje Westerlo Ref: Laurent Colemonts                      | KVC Westerlo                                                                | 2 - 3                       | RSC Charleroi                               | Van Langendonck Apau, Cools, Maertens (34' Ruyssen), Godeau (16' Dorda) Molenberghs, Geudens, Lecomte (83' Rommens), Aoulad, Schouterden Koffi                 | 14' Cools 24' Geudens                             |
| 17                 | 29 november 2014 18:00 't Kuipje Westerlo Ref: Laurent Colemonts                      | 9' Schouterden 68' Ruyssen                                                  | 1-0 1-1 1-2 2-2 2-3         | 14' Tainmont 61' (e.d.) Ruyssen 70' Marinos | Van Langendonck Apau, Cools, Maertens (34' Ruyssen), Godeau (16' Dorda) Molenberghs, Geudens, Lecomte (83' Rommens), Aoulad, Schouterden Koffi                 | 14' Cools 24' Geudens                             |
| 18                 | 5 december 2014 20:30 't Kuipje Westerlo Ref: Dennis Vanbecelaere                     | KVC Westerlo                                                                | 1 - 2                       | Waasland-Beveren                            | Van Langendonck Apau, Cools, Schuermans, Dorda Molenberghs (89' Rommens), Geudens, Lecomte (68' Gounongbe),Annys, Schouterden Koffi                            |                                                   |
| 18                 | 5 december 2014 20:30 't Kuipje Westerlo Ref: Dennis Vanbecelaere                     | 13' Koffi                                                                   | 1-0 1-1 1-2                 | 41' Destorme 80' Emond                      | Van Langendonck Apau, Cools, Schuermans, Dorda Molenberghs (89' Rommens), Geudens, Lecomte (68' Gounongbe),Annys, Schouterden Koffi                            |                                                   |
| 19                 | 13 december 2014 20:00 Herman Vanderpoortenstadion Lier Ref: Serge Gumienny           | Lierse SK                                                                   | 3 - 3                       | KVC Westerlo                                | Van Langendonck Apau, Schuermans, Godeau, Cools Molenberghs, Annys, Lecomte (90+1' Rommens), Geudens, Schouterden (81' Gounongbe) Koffi                        | 55' Annys 71' Koffi                               |
| 19                 | 13 december 2014 20:00 Herman Vanderpoortenstadion Lier Ref: Serge Gumienny           | 50' Bourabia 55' Traoré 84' Nwofor                                          | 0-1 0-2 1-2 2-2 2-3 3-3     | 29' Schouterden 33' Annys 63' Koffi         | Van Langendonck Apau, Schuermans, Godeau, Cools Molenberghs, Annys, Lecomte (90+1' Rommens), Geudens, Schouterden (81' Gounongbe) Koffi                        | 55' Annys 71' Koffi                               |
| 20                 | 20 december 2014 20:00 't Kuipje Westerlo Ref: Sebastien Delferière                   | KVC Westerlo                                                                | 1 - 1                       | KV Mechelen                                 | Van Langendonck Apau, Schuermans, Godeau, Cools Molenberghs (87' Diallo), Annys, Geudens, Schouterden (90+3' Ruyssen) Gounongbe (67' Rommens), Koffi           | 24', 28' Schuermans 32' Godeau                    |
| 20                 | 20 december 2014 20:00 't Kuipje Westerlo Ref: Sebastien Delferière                   | 56' Molenberghs                                                             | 1-0 1-1                     | 17' Veselinovic                             | Van Langendonck Apau, Schuermans, Godeau, Cools Molenberghs (87' Diallo), Annys, Geudens, Schouterden (90+3' Ruyssen) Gounongbe (67' Rommens), Koffi           | 24', 28' Schuermans 32' Godeau                    |
| 21                 | 26 december 2014 20:30 Constant Vanden Stock Stadion Anderlecht Ref: Christof Dierick | RSC Anderlecht                                                              | 4 - 0                       | KVC Westerlo                                | Van Langendonck | 31' Cools 58' Molenberghs 88' Godeau              |
| 21                 | 26 december 2014 20:30 Constant Vanden Stock Stadion Anderlecht Ref: Christof Dierick | 15' Mitrović 24' Conté 81' Praet 90+1' Colin                                | 1-0 2-0 3-0 4-0             |                                             | Van Langendonck | 31' Cools 58' Molenberghs 88' Godeau              |
| 22                 | 18 januari 2015 18:00 't Kuipje Westerlo Ref: Jonathan Lardot                         | KVC Westerlo                                                                | 1 - 1                       | Standard de Liège                           | Van Langendonck Apau, Schuermans, Maertens, Mustoe Annys (90' Schouterden), Cools, Geudens Molenberghs, Koffi (89' Sipovic), Lecomte                           | 31' Cools 40', 86' Schuermans                     |
| 22                 | 18 januari 2015 18:00 't Kuipje Westerlo Ref: Jonathan Lardot                         | 14' Koffi                                                                   | 1-0 1-1                     | 20' Faty                                    | Van Langendonck Apau, Schuermans, Maertens, Mustoe Annys (90' Schouterden), Cools, Geudens Molenberghs, Koffi (89' Sipovic), Lecomte                           | 31' Cools 40', 86' Schuermans                     |
| 23                 | 24 januari 2015 20:00 Regenboogstadion Waregem Ref: Sebastien Delferière              | Zulte-Waregem                                                               | 1 - 3                       | KVC Westerlo                                | Van Langendonck Apau, Schuermans, Maertens, Mustoe Geudens, Cools Molenberghs (65' Lecomte), Annys (83' Diallo), Schouterden Diagne (90+3' Koffi)              | 88' Diallo                                        |
| 23                 | 24 januari 2015 20:00 Regenboogstadion Waregem Ref: Sebastien Delferière              | 45' Cordaro                                                                 | 1-0 1-1 1-2 1-3             | 70' Diagne 71' Diagne 90+1' Schouterden     | Van Langendonck Apau, Schuermans, Maertens, Mustoe Geudens, Cools Molenberghs (65' Lecomte), Annys (83' Diallo), Schouterden Diagne (90+3' Koffi)              | 88' Diallo                                        |
| 24                 | 31 januari 2015 20:00 't Kuipje Westerlo Ref: Wim Smet                                | KVC Westerlo                                                                | 1 - 0                       | Cercle Brugge                               | Van Langendonck Apau, Schuermans, Maertens, Mustoe Geudens Cools, Annys (90+3 Godeau), Lecomte, Schouterden (85' Molenberghs) Diagne (80' Koffi)               | 73' Annys                                         |
| 24                 | 31 januari 2015 20:00 't Kuipje Westerlo Ref: Wim Smet                                | 52' Apau                                                                    | 1-0                         |                                             | Van Langendonck Apau, Schuermans, Maertens, Mustoe Geudens Cools, Annys (90+3 Godeau), Lecomte, Schouterden (85' Molenberghs) Diagne (80' Koffi)               | 73' Annys                                         |
| 25                 | 7 februari 2015 20:00 Ghelamco Arena Gent Ref: Nicolas Laforge                        | KAA Gent                                                                    | 4 - 0                       | KVC Westerlo                                | Van Langendonck Apau, Schuermans, Maertens, Mustoe Molenberghs (86' Koffi), Cools, Geudens, Annys (89' Diallo), Schouterden Diagne (74' Verschueren)           | 17' Mustoe                                        |
| 25                 | 7 februari 2015 20:00 Ghelamco Arena Gent Ref: Nicolas Laforge                        | 38' Depoitre 61' Simon 77' Milicevic 90' Depoitre                           | 1-0 2-0 3-0 4-0             |                                             | Van Langendonck Apau, Schuermans, Maertens, Mustoe Molenberghs (86' Koffi), Cools, Geudens, Annys (89' Diallo), Schouterden Diagne (74' Verschueren)           | 17' Mustoe                                        |
| 26                 | 13 februari 2015 20:30 't Kuipje Westerlo Ref: Christophe Delacour                    | KVC Westerlo                                                                | 1 - 2                       | KRC Genk                                    | Van Langendonck Apau, Schuermans, Maertens, Mustoe Cools, Geudens, Schouterden Molenberghs, Lecomte (71' Aoulad) Koffi (82' Diagne)                            |                                                   |
| 26                 | 13 februari 2015 20:30 't Kuipje Westerlo Ref: Christophe Delacour                    | 69' Koffi                                                                   | 0-1 1-1 1-2                 | 1' Buffel 89' Kara Mbodji                   | Van Langendonck Apau, Schuermans, Maertens, Mustoe Cools, Geudens, Schouterden Molenberghs, Lecomte (71' Aoulad) Koffi (82' Diagne)                            |                                                   |
| 27                 | 21 februari 2015 20:00 Guldensporenstadion Kortrijk Ref: Christof Dierick             | KV Kortrijk                                                                 | 6 - 0                       | KVC Westerlo                                | Van Langendonck Apau, Schuermans, Godeau, Dorda Molenberghs (72' Aoulad), Cools, Geudens, Annys, Schouterden (86' Handzic) Koffi (46' Diagne)                  | 76' Schuermans                                    |
| 27                 | 21 februari 2015 20:00 Guldensporenstadion Kortrijk Ref: Christof Dierick             | 17' Santini 28' Santini 36' Chevalier 52' Santini 73' Santini 74' Chevalier | 1-0 2-0 3-0 4-0 5-0 6-0     |                                             | Van Langendonck Apau, Schuermans, Godeau, Dorda Molenberghs (72' Aoulad), Cools, Geudens, Annys, Schouterden (86' Handzic) Koffi (46' Diagne)                  | 76' Schuermans                                    |
| 28                 | 28 februari 2015 20:00 't Kuipje Westerlo Ref: Bram Van Driessche                     | KVC Westerlo                                                                | 3 - 0                       | KV Oostende                                 | Van Langendonck Apau, Sipovic, Maertens, Mustoe Annys, Geudens, Cools Molenberghs, Koffi (69' Gounongbe), Schouterden                                          |                                                   |
| 28                 | 28 februari 2015 20:00 't Kuipje Westerlo Ref: Bram Van Driessche                     | 26' Geudens 35' Schouterden 82' Aoulad                                      | 1-0 2-0 3-0                 |                                             | Van Langendonck Apau, Sipovic, Maertens, Mustoe Annys, Geudens, Cools Molenberghs, Koffi (69' Gounongbe), Schouterden                                          |                                                   |
| 29                 | 7 maart 2015 20:00 Le Canonnier Moeskroen Ref: Jonathan Lardot                        | Moeskroen                                                                   | 1 - 0                       | KVC Westerlo                                | Van Langendonck Apau (46' Rommens), Sipovic, Maertens, Mustoe Molenberghs (78' MacDonald), Geudens (46' Koffi), Annys, Cools, Aoulad Gounongbe                 | 12' Sipovic 64' Maertens 69' Aoulad 84' Gounongbe |
| 29                 | 7 maart 2015 20:00 Le Canonnier Moeskroen Ref: Jonathan Lardot                        | 36' Rodelin                                                                 | 1-0                         |                                             | Van Langendonck Apau (46' Rommens), Sipovic, Maertens, Mustoe Molenberghs (78' MacDonald), Geudens (46' Koffi), Annys, Cools, Aoulad Gounongbe                 | 12' Sipovic 64' Maertens 69' Aoulad 84' Gounongbe |
| 30                 | 15 maart 2015 14:30 't Kuipje Westerlo Ref: Sebastien Delferière                      | KVC Westerlo                                                                | 1 - 3                       | Club Brugge                                 | Van Langendonck Apau, Schuermans, Maertens, Mustoe Molenberghs (72' MacDonald), Cools, Annys (86' Koffi) Schouterden Aoulad (86' Rommens), Gounongbe           |                                                   |
| 30                 | 15 maart 2015 14:30 't Kuipje Westerlo Ref: Sebastien Delferière                      | 63' Schouterden                                                             | 1-0 2-0 3-0 3-1             | 13' Oulare 26' Izquierdo 59' Izquierdo      | Van Langendonck Apau, Schuermans, Maertens, Mustoe Molenberghs (72' MacDonald), Cools, Annys (86' Koffi) Schouterden Aoulad (86' Rommens), Gounongbe           |                                                   |

#### Overzicht
| Speeldag  | 1 | 2 | 3 | 4 | 5 | 6  | 7  | 8  | 9  | 10 | 11 | 12 | 13 | 14 | 15 | 16 | 17 | 18 | 19 | 20 | 21 | 22 | 23 | 24 | 25 | 26 | 27 | 28 | 29 | 30 |
| --------- | - | - | - | - | - | -- | -- | -- | -- | -- | -- | -- | -- | -- | -- | -- | -- | -- | -- | -- | -- | -- | -- | -- | -- | -- | -- | -- | -- | -- |
| Resultaat | w | w | g | g | g | g  | v  | w  | w  | g  | v  | w  | v  | v  | v  | g  | v  | v  | g  | g  | v  | g  | w  | w  | v  | v  | v  | w  | v  | v  |
| Punten    | 3 | 6 | 7 | 8 | 9 | 10 | 10 | 13 | 16 | 17 | 17 | 20 | 20 | 20 | 20 | 21 | 21 | 21 | 22 | 23 | 23 | 24 | 27 | 30 | 30 | 30 | 30 | 33 | 33 | 33 |
| Positie   | 7 | 4 | 4 | 4 | 3 | 4  | 7  | 5  | 3  | 5  | 5  | 4  | 6  | 7  | 8  | 10 | 10 | 11 | 12 | 12 | 12 | 12 | 11 | 9  | 9  | 11 | 12 | 10 | 11 | 11 |

#### Klassement
|        | Nr. | Club               | P  | W  | G  | V  | +  | -  | DS  | Ptn |
| ------ | --- | ------------------ | -- | -- | -- | -- | -- | -- | --- | --- |
| PO I   | 1   | Club Brugge        | 30 | 17 | 10 | 3  | 69 | 28 | +41 | 61  |
| PO I   | 2   | KAA Gent           | 30 | 16 | 9  | 5  | 52 | 29 | +23 | 57  |
| PO I   | 3   | RSC Anderlecht     | 30 | 16 | 9  | 5  | 51 | 30 | +21 | 57  |
| PO I   | 4   | Standard Luik      | 30 | 16 | 5  | 9  | 49 | 39 | +10 | 53  |
| PO I   | 5   | KV Kortrijk        | 30 | 16 | 3  | 11 | 55 | 36 | +19 | 51  |
| PO I   | 6   | Sporting Charleroi | 30 | 14 | 7  | 9  | 44 | 31 | +13 | 49  |
| PO II  | 7   | KRC Genk           | 30 | 13 | 10 | 7  | 38 | 28 | +10 | 49  |
| PO II  | 8   | Sporting Lokeren   | 30 | 10 | 12 | 8  | 38 | 32 | +6  | 42  |
| PO II  | 9   | KV Mechelen        | 30 | 10 | 11 | 9  | 37 | 39 | −2  | 41  |
| PO II  | 10  | KV Oostende        | 30 | 11 | 5  | 14 | 40 | 52 | −12 | 38  |
| PO II  | 11  | KVC Westerlo       | 30 | 8  | 9  | 13 | 42 | 63 | −21 | 33  |
| PO II  | 12  | SV Zulte Waregem   | 30 | 8  | 7  | 15 | 41 | 54 | −13 | 31  |
| PO II  | 13  | Moeskroen-Péruwelz | 30 | 7  | 5  | 18 | 32 | 51 | −19 | 26  |
| PO II  | 14  | Waasland-Beveren   | 30 | 7  | 5  | 18 | 30 | 49 | −19 | 26  |
| PO III | 15  | Cercle Brugge      | 30 | 6  | 6  | 18 | 21 | 45 | −24 | 24  |
| PO III | 16  | Lierse SK          | 30 | 5  | 7  | 18 | 30 | 63 | −33 | 22  |

P: wedstrijden gespeeld, W: wedstrijden gewonnen, G: gelijke spelen, V: wedstrijden verloren, +: gescoorde doelpunten, -: doelpunten tegen, DS: doelsaldo, Ptn: totaal punten
 PO I: Play-off I, PO II: Play-off II, PO III: Play-off III

### Play-Off II

#### Wedstrijden
| Play-Off II |                                                                     |                                                      |                             |                                          | |                                              |
| Speeldag    | Wedstrijddetails                                                    | Thuisploeg                                           | Uitslag                     | Uitploeg                                 | Opstelling | Kaarten                                      |
| 1           | 4 april 2015 20:00 't Kuipje Westerlo Ref: Joeri Van de Velde       | KVC Westerlo                                         | 0 - 3                       | Moeskroen                                | Van Langendonck Apau, Sipovic (46' Rommens), Schuermans, Mustoe Annys, Cools MacDonald (66' Koffi), Aoulad (80' Diagne), Schouterden Gounongbe      |                                              |
| 1           | 4 april 2015 20:00 't Kuipje Westerlo Ref: Joeri Van de Velde       |                                                      | 0-1 0-2 0-3                 | 8' Gano 58' Gano 86' Gano                | Van Langendonck Apau, Sipovic (46' Rommens), Schuermans, Mustoe Annys, Cools MacDonald (66' Koffi), Aoulad (80' Diagne), Schouterden Gounongbe      |                                              |
| 2           | 11 april 2015 20:00 Daknamstadion Lokeren Ref: Dennis Vanbecelaere  | Sporting Lokeren                                     | 1 - 1                       | KVC Westerlo                             | Van Langendonck Apau, Schuermans, Ruyssen, Mustoe (78' Godeau) Geudens, Cools Molenberghs, Aoulad (84' Rommens), Schouterden Gounongbe (17'Diagne)  | 20' Apau 43' Mustoe 80' Aoulad               |
| 2           | 11 april 2015 20:00 Daknamstadion Lokeren Ref: Dennis Vanbecelaere  | 52' Dessers                                          | 0-1 1-1                     | 35' Aoulad                               | Van Langendonck Apau, Schuermans, Ruyssen, Mustoe (78' Godeau) Geudens, Cools Molenberghs, Aoulad (84' Rommens), Schouterden Gounongbe (17'Diagne)  | 20' Apau 43' Mustoe 80' Aoulad               |
| 3           | 18 april 2015 20:00 Albertparkstadion Oostende Ref: Nicolas Laforge | KV Oostende                                          | 2 - 0                       | KVC Westerlo                             | Van Langendonck Coolsm Schuermans, Ruyssen, Mustoe Molenberghs, Geudens (45' Rommens), Annys, Schouterden Aoulad (89' Handzic), Diagne (75' Diagne) | 81' Annys                                    |
| 3           | 18 april 2015 20:00 Albertparkstadion Oostende Ref: Nicolas Laforge | 24' Jonckheere 38' Brillant                          | 1-0 2-0                     |                                          | Van Langendonck Coolsm Schuermans, Ruyssen, Mustoe Molenberghs, Geudens (45' Rommens), Annys, Schouterden Aoulad (89' Handzic), Diagne (75' Diagne) | 81' Annys                                    |
| 4           | 25 april 2015 20:00 't Kuipje Westerlo Ref: Lawrence Visser         | KVC Westerlo                                         | 1 - 2                       | KV Oostende                              | Van Langendonck (46' Rausin) Apau, Schuermans, Ruyssen, Mustoe Annys, Cools Handzic (46' Koffi) Molenberghs (88' MacDonald), Diagne, Aoulad         | 41' Annys 45̹+1' Ruyssen 59' Cools 62' Diagne |
| 4           | 25 april 2015 20:00 't Kuipje Westerlo Ref: Lawrence Visser         | 49' Diagne                                           | 0-1 1-1 1-2                 | 22' Musona 90+1' Ruiz                    | Van Langendonck (46' Rausin) Apau, Schuermans, Ruyssen, Mustoe Annys, Cools Handzic (46' Koffi) Molenberghs (88' MacDonald), Diagne, Aoulad         | 41' Annys 45̹+1' Ruyssen 59' Cools 62' Diagne |
| 5           | 1 mei 2015 20:30 't Kuipje Westerlo Ref: Nicolas Laforge            | KVC Westerlo                                         | 4 - 3                       | Sporting Lokeren                         | Cordier Apau, Schuermans, Geudens, Godeau (74' Mustoe) Ruyssen, Schouterden, Molenberghs Koffi, Diagne (90+1' MacDonald), Aoulad (81' Aoulad)       | 90' Apau                                     |
| 5           | 1 mei 2015 20:30 't Kuipje Westerlo Ref: Nicolas Laforge            | 25' Molenberghs 29' Apau 34' (e.d.) Ngolok 72' Koffi | 1-0 2-0 3-0 3-1 3-2 4-2 4-3 | 57' Dessers 65' Overmeire 77' Abdurahimi | Cordier Apau, Schuermans, Geudens, Godeau (74' Mustoe) Ruyssen, Schouterden, Molenberghs Koffi, Diagne (90+1' MacDonald), Aoulad (81' Aoulad)       | 90' Apau                                     |
| 6           | 9 mei 2015 20:00 Le Canonnier Moeskroen Ref: Christophe Delacour    | Moeskroen                                            | 1 - 1                       | KVC Westerlo                             | Cordier Cools, Schuermans, Ruyssen, Mustoe Geudens, Molenberghs, Schouterden Koffi (85' Lecomte), Diagne, Aoulad                                    | 66' Koffi                                    |
| 6           | 9 mei 2015 20:00 Le Canonnier Moeskroen Ref: Christophe Delacour    | 13' Gano                                             | 1-0 1-1                     | 77' Geudens                              | Cordier Cools, Schuermans, Ruyssen, Mustoe Geudens, Molenberghs, Schouterden Koffi (85' Lecomte), Diagne, Aoulad                                    | 66' Koffi                                    |

#### Overzicht
| Speeldag  | 1 | 2 | 3 | 4 | 5 | 6 |
| --------- | - | - | - | - | - | - |
| Resultaat | v | g | v | v | w | g |
| Punten    | 0 | 1 | 1 | 1 | 4 | 5 |
| Positie   | 4 | 3 | 4 | 4 | 4 | 4 |

##### Klassement Groep B
| Nr. | Club               | P | W | G | V | +  | -  | DS  | Ptn |
| --- | ------------------ | - | - | - | - | -- | -- | --- | --- |
| 1.  | Sporting Lokeren   | 6 | 4 | 1 | 1 | 19 | 9  | +10 | 13  |
| 2.  | Moeskroen-Péruwelz | 6 | 3 | 1 | 2 | 9  | 8  | +1  | 10  |
| 3.  | KV Oostende        | 6 | 2 | 0 | 4 | 6  | 12 | −6  | 6   |
| 4.  | KVC Westerlo       | 6 | 1 | 2 | 3 | 7  | 12 | −5  | 5   |

## Beker van België (Croky Cup)

### Wedstrijden
| Croky Cup                                                                                             |                                                                          |                             |              | |             |
| Wedstrijddetails                                                                                      | Thuisploeg                                                               | Uitslag                     | Uitploeg     | Opstelling | Kaarten     |
| 16e finale                                                                                            |                                                                          |                             |              | |             |
| 24 september 2014 20:00 Stephan Van den Berghe Stadion Brakel Ref: Carlos-Manuel Serra Guerreiro Alho | Olsa Brakel                                                              | 6 - 1                       | KVC Westerlo | Gielen Apau, Schuermans, Godeau, Dorda Schouterden, Rommens (55' Lecomte), Annys (65' Ruyssen) MacDonald, Koffi, Molenberghs (55' Aoulad) | Annys Koffi |
| 24 september 2014 20:00 Stephan Van den Berghe Stadion Brakel Ref: Carlos-Manuel Serra Guerreiro Alho | 2' Delie 4' Martens 45+1' Leroy 52' Delie 65' Martens 90' Van den Berghe | 1-0 2-0 2-1 3-1 4-1 5-1 6-1 | 23' Koffi    | Gielen Apau, Schuermans, Godeau, Dorda Schouterden, Rommens (55' Lecomte), Annys (65' Ruyssen) MacDonald, Koffi, Molenberghs (55' Aoulad) | Annys Koffi |

2012/13 · 2013/14 · 2014/15 · 2015/16 · 2016/17 · 2017/18 · 2018/19 · 2019/20· 2020/21· 2021/22